# 당진시의 국회의원

## 행정구역 변천
- 1945년 8월 15일 충청남도 당진군
- 1957년 11월 20일 서산군 정미면·대호지면 편입
- 2012년 1월 1일 당진군을 당진시로 승격, 당진읍을 폐지하고 당진1동, 당진2동, 당진3동 설치

## 역대 국회의원
| 대수         | 이름           | 소속정당           | 임기                               | 선거구역                                               | 개표결과 |
| ------------ | -------------- | ------------------ | ---------------------------------- | ------------------------------------------------------ | -------- |
| 제1대        | 김용재(金用在) | 대한독립촉성국민회 | 1948년 5월 31일 - 1950년 5월 30일  | 당진군 일원(제17선거구)                                | 보기     |
| 제2대        | 구을회(具乙會) | 무소속             | 1950년 5월 31일 - 1954년 5월 30일  | 당진군 일원(제17선거구)                                |          |
| 제3대        | 인태식(印泰植) | 무소속             | 1954년 5월 31일 - 1958년 5월 30일  | 당진군 일원(제17선거구)                                |          |
| 제4대        | 인태식(印泰植) | 자유당             | 1958년 5월 31일 - 1960년 7월 28일  | 당진군 갑: 당진면 고대면 석문면 송산면 정미면 대호지면 |          |
| 제4대        | 원용석(元容奭) | 자유당             | 1958년 5월 31일 - 1960년 7월 28일  | 당진군 을: 면천면 순성면 합덕면 우강면 신평면 송악면   |          |
| 제5대 민의원 | 이규영(李奎榮) | 민주당             | 1960년 7월 29일 - 1961년 5월 16일  | 당진군 갑: 당진면 고대면 석문면 송산면 정미면 대호지면 |          |
| 제5대 민의원 | 박준선(朴準璇) | 민주당             | 1960년 7월 29일 - 1961년 5월 16일  | 당진군 을: 면천면 순성면 합덕면 우강면 신평면 송악면   |          |
| 제6대        | 인태식(印泰植) | 민주공화당         | 1963년 12월 17일 - 1967년 6월 30일 | 당진군 일원(제10선거구)                                |          |
| 제7대        | 김두현(金斗鉉) | 민주공화당         | 1967년 7월 1일 - 1971년 6월 30일   | 당진군 일원(제10선거구)                                |          |
| 제8대        | 류제연(柳濟然) | 신민당             | 1971년 7월 1일 - 1972년 10월 17일  | 당진군 일원(제12선거구)                                |          |
| 제9대        | 한영수(韓英洙) | 무소속             | 1973년 3월 12일 - 1979년 3월 11일  | 서산군·당진군 일원(제7선거구)                          |          |
| 제9대        | 류제연(柳濟然) | 신민당             | 1973년 3월 12일 - 1979년 3월 11일  | 서산군·당진군 일원(제7선거구)                          |          |
| 제10대       | 심현직(沈鉉稷) | 민주공화당         | 1979년 3월 12일 - 1980년 10월 27일 | 서산군·당진군 일원(제7선거구)                          |          |
| 제10대       | 한영수(韓英洙) | 신민당             | 1979년 3월 12일 - 1980년 10월 27일 | 서산군·당진군 일원(제7선거구)                          |          |
| 제11대       | 김현욱(金顯煜) | 민주정의당         | 1981년 4월 11일 - 1985년 4월 10일  | 서산군·당진군 일원(제8선거구)                          |          |
| 제11대       | 한영수(韓英洙) | 민주한국당         | 1981년 4월 11일 - 1982년 7월 30일  | 서산군·당진군 일원(제8선거구)                          |          |
| 제12대       | 김현욱(金顯煜) | 민주정의당         | 1985년 4월 11일 - 1988년 5월 29일  | 서산군·당진군 일원                                     |          |
| 제12대       | 장기욱(張基旭) | 민주한국당         | 1985년 4월 11일 - 1988년 5월 29일  | 서산군·당진군 일원                                     |          |
| 제13대       | 김현욱(金顯煜) | 민주정의당         | 1988년 5월 30일 - 1992년 5월 29일  | 당진군 일원                                            |          |
| 제14대       | 송영진(宋榮珍) | 통일국민당         | 1992년 5월 30일 - 1996년 5월 29일  | 당진군 일원                                            |          |
| 제15대       | 김현욱(金顯煜) | 자유민주연합       | 1996년 5월 30일 - 2000년 5월 29일  | 당진군 일원                                            |          |
| 제16대       | 송영진(宋榮珍) | 새천년민주당       | 2000년 5월 30일 - 2004년 5월 29일  | 당진군 일원                                            |          |
| 제17대       | 김낙성(金洛聖) | 자유민주연합       | 2004년 5월 30일 - 2008년 5월 29일  | 당진군 일원                                            |          |
| 제18대       | 김낙성(金洛聖) | 자유선진당         | 2008년 5월 30일 - 2012년 5월 29일  | 당진군 일원                                            |          |
| 제19대       | 김동완(金東完) | 새누리당           | 2012년 5월 30일 - 2016년 5월 29일  | 당진시 일원                                            |          |
| 제20대       | 어기구(魚基龜) | 더불어민주당       | 2016년 5월 30일 - 2020년 5월 29일  | 당진시 일원                                            |          |
| 제21대       | 어기구(魚基龜) | 더불어민주당       | 2020년 5월 30일 - 2024년 5월 29일  | 당진시 일원                                            |          |
| 제22대       | 어기구(魚基龜) | 더불어민주당       | 2024년 5월 30일 - 현재             | 당진시 일원                                            |          |

## 같이 보기
- 서산시의 국회의원
- 태안군의 국회의원
- 당진군 (1988년 선거구)
- 당진시 (선거구)